# クレンメン条約
クレンメン条約（クレンメンじょうやく、ドイツ語: Vertrag von Kremmen）は1236年6月20日にポンメルン＝デミーン公ヴァルティスラフ3世によって締結された条約。条約により、ヴァルティスラフ3世はブランデンブルク辺境伯領をポンメルン＝デミーンの宗主国と認め、シュタルガルト、ヴシュトロー、ベゼリッツをブランデンブルクに割譲した。

## 背景
デンマークが1227年のボルンヘーフェトの戦いで敗北すると、グライフ家のポメラニア諸公は勢力を拡大しているブランデンブルク辺境伯領に対抗するための同盟国を失った。1231年、神聖ローマ皇帝フリードリヒ2世はアスカーニエン家のブランデンブルク辺境伯ヨハン1世とオットー3世をポメラニアの領主として認めた。一方、メクレンブルク諸公が西部のツィルツィパーニエンを割拠、東部のシュラーヴェ＝シュトルプはポメレリア公シフィエントペウク2世に占領された。
このような状況において、ヴァルティスラフ3世はブランデンブルクとの緊張状態を和らぐべく、クレンメン条約に同意した。また、自身が後継者のないまま死去した場合の復帰権についても定めた。